# Mohamed El Badraoui
Mohamed El Badraoui (arab. ‏محمد البدراوي‎; ur. 27 czerwca 1971 w Bani Mellal) – piłkarz marokański grający na pozycji pomocnika. W swojej karierze rozegrał 1 mecz w reprezentacji Maroka.

## Kariera klubowa
W latach 1996–1998 El Badraoui grał tunezyjskim klubie Espérance Tunis. W sezonie 1996/1997 zdobył z nim Puchar Tunezji i Puchar CAF, a w sezonie 1997/1998 został z nim mistrzem Tunezji.
Od 1998 roku do 2001 roku El Badraoui grał w Turcji. W sezonie 1998/1999 był zawodnikiem Erzurumsporu, w sezonie 1999/2000 - Bursasporu, a w sezonie 2000/2001 - Adanasporu.

## Kariera reprezentacyjna
W reprezentacji Maroka El Badraoui zadebiutował 2 lutego 2000 roku w przegranym 0:2 meczu Pucharu Narodów Afryki 2000 z Nigerią. Był to zarazem jego jedyny mecz w kadrze narodowej.